# Dia Internacional Nelson Mandela
Dia Internacional Nelson Mandela (ou Dia de Mandela) é uma comemoração internacional instituída pela Assembleia Geral da Organização das Nações Unidas em novembro de 2009, a ser comemorado em todos os anos 18 de julho, data de nascimento do líder sul-africano Nelson Mandela.
Por meio da Resolução A/RES/64/13 a ONU, com o consenso de 192 países membros, homenageia a dedicação de Mandela a serviço da humanidade, pela resolução de conflitos, pela relação entre as raças, promoção e proteção dos direitos humanos, a reconciliação, igualdade de gêneros e direitos das crianças e outros grupos vulneráveis, e ainda pelo desenvolvimento das comunidades pobres ou subdesenvolvidas.
Com esta data os países-membros reconhecem sua contribuição pela democracia internacional e a promoção da cultura da paz através do mundo.
“Nós podemos mudar o mundo e torná-lo um lugar melhor. Está em nossas mãos fazer a diferença” - Nelson Mandela